# آدم سيوارد
آدم سيوارد (بالإنجليزية: Adam Seward)‏ هو لاعب كرة قدم أمريكية أمريكي، ولد في 15 يونيو 1982.

## وصلات خارجية
- آدم سيوارد على موقع مرجع كرة القدم المحترفة.كوم (الإنجليزية)